# Johann Georg Platzer

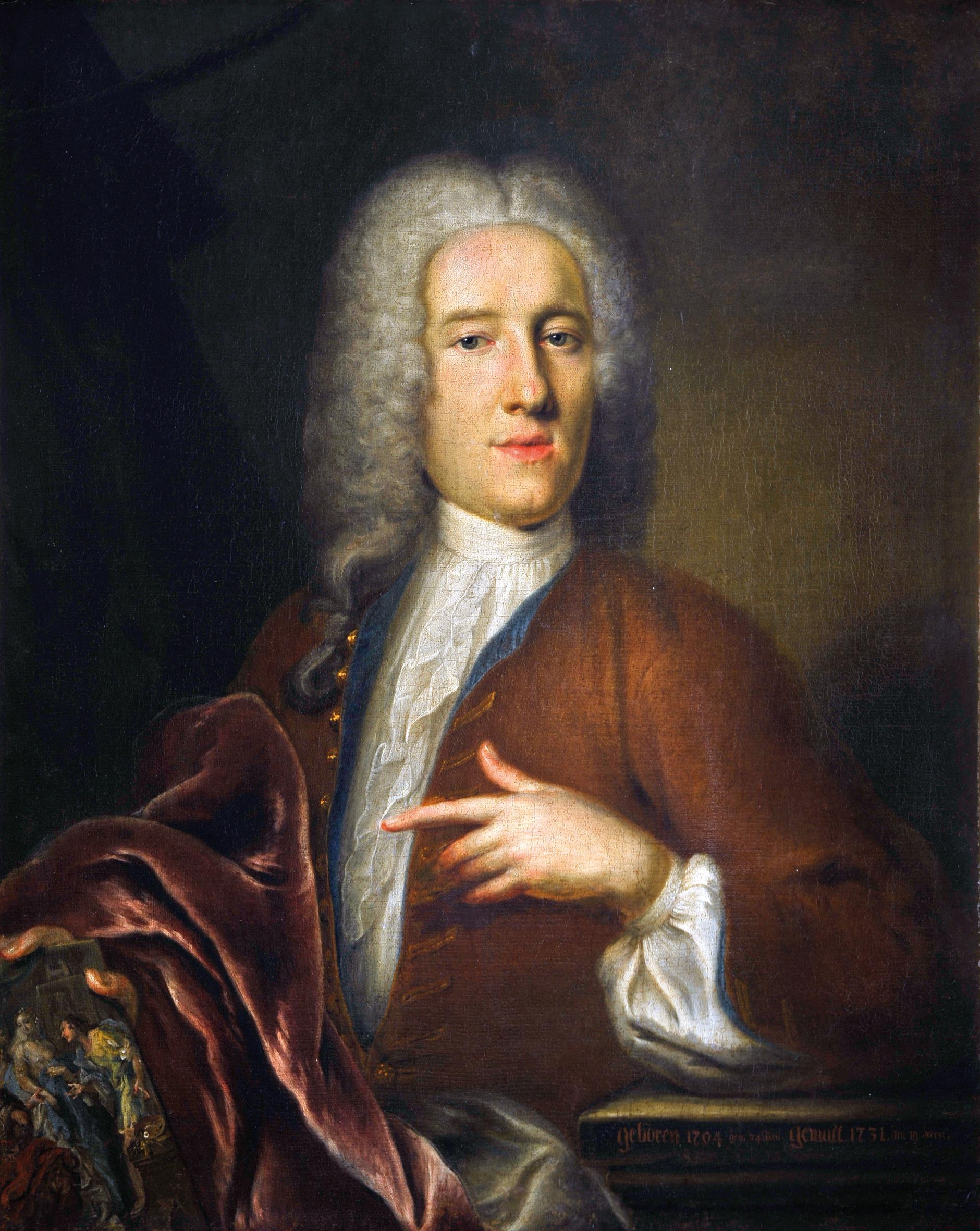
Selbstbildnis (1731)

Johann Georg Platzer (* 24. Juni 1704 in Eppan, Südtirol; † 10. Dezember 1761 ebenda) war ein Maler des Barocks.

## Leben
Seine Eltern waren der Kunstmaler Johann Victor Platzer und Christine, geb. Ratschiller. Bei seinem Stiefvater Josef Anton Kössler erhielt er Malunterricht, später wurde er von seinem Onkel Christoph Platzer, dem damaligen fürstbischöflichen Hofmaler in Passau, ausgebildet und studierte 24-jährig an der Wiener Akademie. Ein Aufenthalt in Schlesien bei seinem Gönner Albrecht von Sebisch, einem Diplomaten am kaiserlichen Hof, ist anzunehmen. 

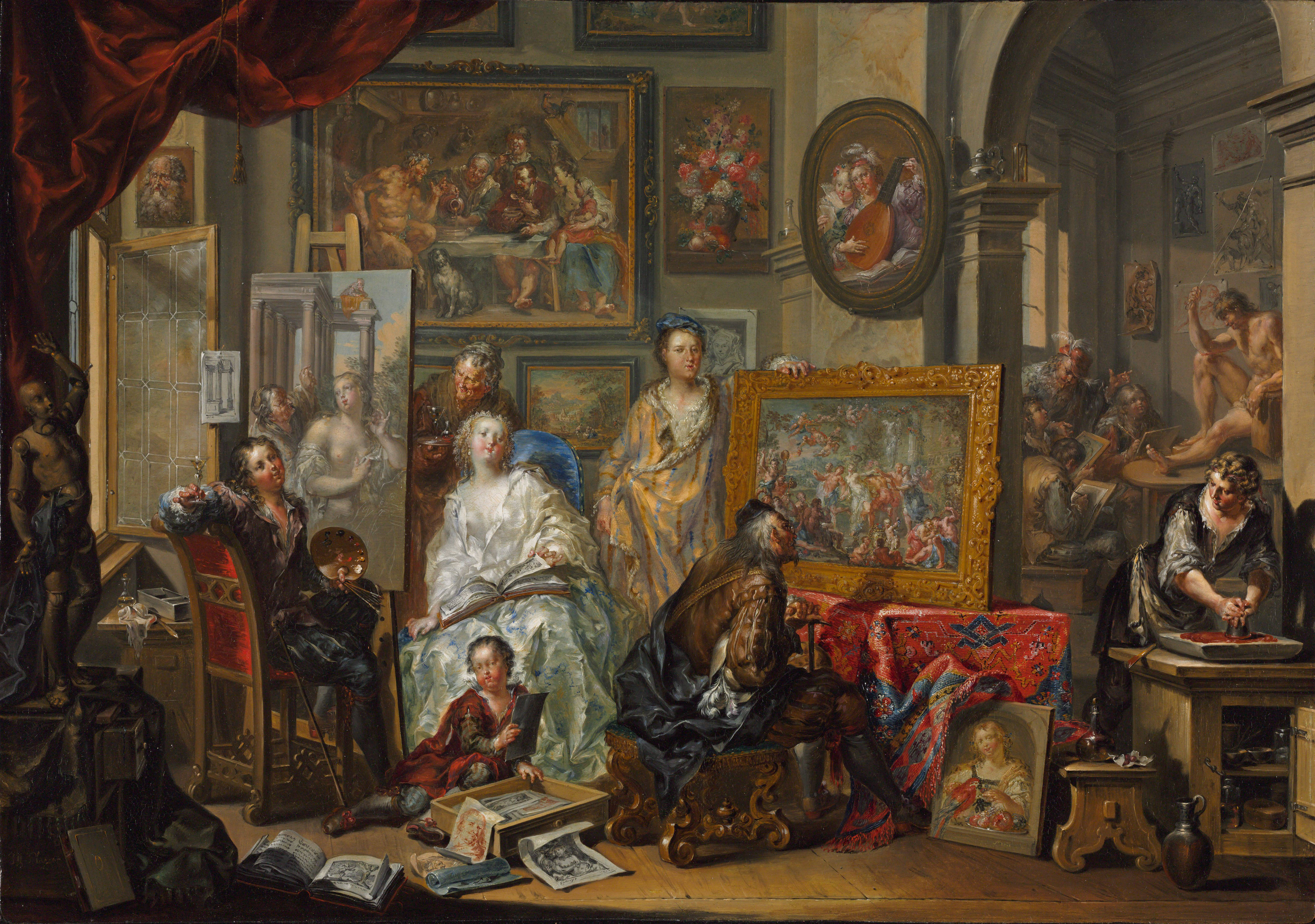
Das Atelier des Malers (1740/50)

1734 lebte Platzer nachweislich in Wien, jedoch kehrte er 1739, vermutlich an der Parkinsonschen Krankheit leidend, in seine Heimat zurück. Dort starb er 1761 hochangesehen und wohlhabend. In seinem Testament vermachte er die Hälfte seines beträchtlichen Barvermögens dem damaligen Spital St. Pauls in Eppan.
Platzer war ein Vertreter des Wiener Rokokos und zählt zu den bedeutendsten Feinmalern des 18. Jahrhunderts. Dabei war er bei der Wahl seiner Motive und der Maltechnik einerseits von den niederländischen Kleinmeistern des 17. Jahrhunderts und andererseits von den rudolfinischen Kammermalern wie den Manieristen Hans von Aachen und Bartholomäus Spranger beeinflusst. In Platzers Architekturdarstellungen finden sich Einflüsse von italienischen Malern wie Sebastiano Ricci, Alessandro Magnasco und den Galli Bibiena. Die Themen seiner meist kleinformatigen Arbeiten sind aus der Mythologie, der Bibel und der Geschichte entnommen oder schildern u. a. das höfische Leben des 17. Jahrhunderts. In seinen prunkvollen Festdarstellungen kam er den Liebhabern von offenkundiger und versteckter Erotik entgegen – heiterer Lebensgenuss wird hier verfeinert und bis zum Rausch gesteigert. Platzer schuf gerne Gegenpaare und Bilderserien (4 Elemente, 5 Sinne etc.), die oft zur Ausstattung von Kabinetten gedacht waren (so orderte Sebisch 14 Gemälde). Dabei überhäufte er seine Bilder mit (bis zu 100) Figuren und Dekorationen, die das Auge nicht zur Ruhe kommen und ständig Neues entdecken lassen. Winzige Details und Gemälde im Gemälde führen zu immer weiteren Andeutungen und Sinnzusammenhängen. Als Feinmaler malte er meist auf Kupferplatten, da auf diesen glatten Untergründen die feinen Striche nicht durch den Malgrund beeinträchtigt wurden.

## Museale Rezeption, Ausstellungen
Gemälde von der Hand des Johann Georg Platzer sind in folgenden Museen zu besichtigen: Universalmuseum Joanneum, Ferdinandeum, Belvedere Wien, Kunsthistorisches Museum Wien, Sankt Petersburger Eremitage, Louvre und im Metropolitan Museum of Art, Alte Pinakothek München, Gemäldegalerie Alte Meister, Dresden, Germanisches Nationalmuseum Nürnberg, Mährisches Landesmuseum Brünn, Tiroler Landesmuseum Innsbruck, u. a. m.
Die Residenzgalerie in Salzburg veranstaltete 1996 ein barockes Fest Reich mir die Hand, mein Leben mit Bildern von Johann Georg Platzer und Franz Christoph Janneck.
2007 fand im Schloss Eggenberg eine Sonderausstellung mit Meisterwerken des Künstlers aus bekannten Museen (u. a. Graz, Dresden, Wien, München, Augsburg, Brünn, Salzburg etz.) unter dem Titel Delikatesse der Malerei statt. 

## Werke (Auswahl)
- Kartenspieler (As ist Trumph), um 1723/1728 (?), Öl auf Kupfer, 22 × 32 cm, Belvedere, Wien
- Belustigung nach dem Mahle, um 1723/1728 (?), Öl auf Kupfer, 22 × 32 cm, Belvedere, Wien
- Samsons Rache,  um 1730/1740, Öl auf Kupfer, 76 × 95 cm, Belvedere, Wien
- Rebecca am Brunnen, um 1735, Öl auf Kupfer, 37,5 × 49,5 cm, Belvedere, Wien
- Der wundersame Fischzug, Öl auf Kupfer, 44 × 63 cm, Residenzgalerie, Salzburg
- Das Gastmal der Kleopatra, um 1750, Öl auf Kupfer, Eremitage, Sankt Petersburg
- Das orientalische Fest, um 1750, Öl auf Kupfer, Eremitage, Sankt Petersburg